# سمیلکوو
سمیلکوو (به لاتین: Smilkov) یک منطقهٔ مسکونی در جمهوری چک است که در ناحیه بنشوو واقع شده‌است. سمیلکوو ۱۱٫۲ کیلومتر مربع مساحت و ۲۶۰ نفر جمعیت دارد.

## نگارخانه

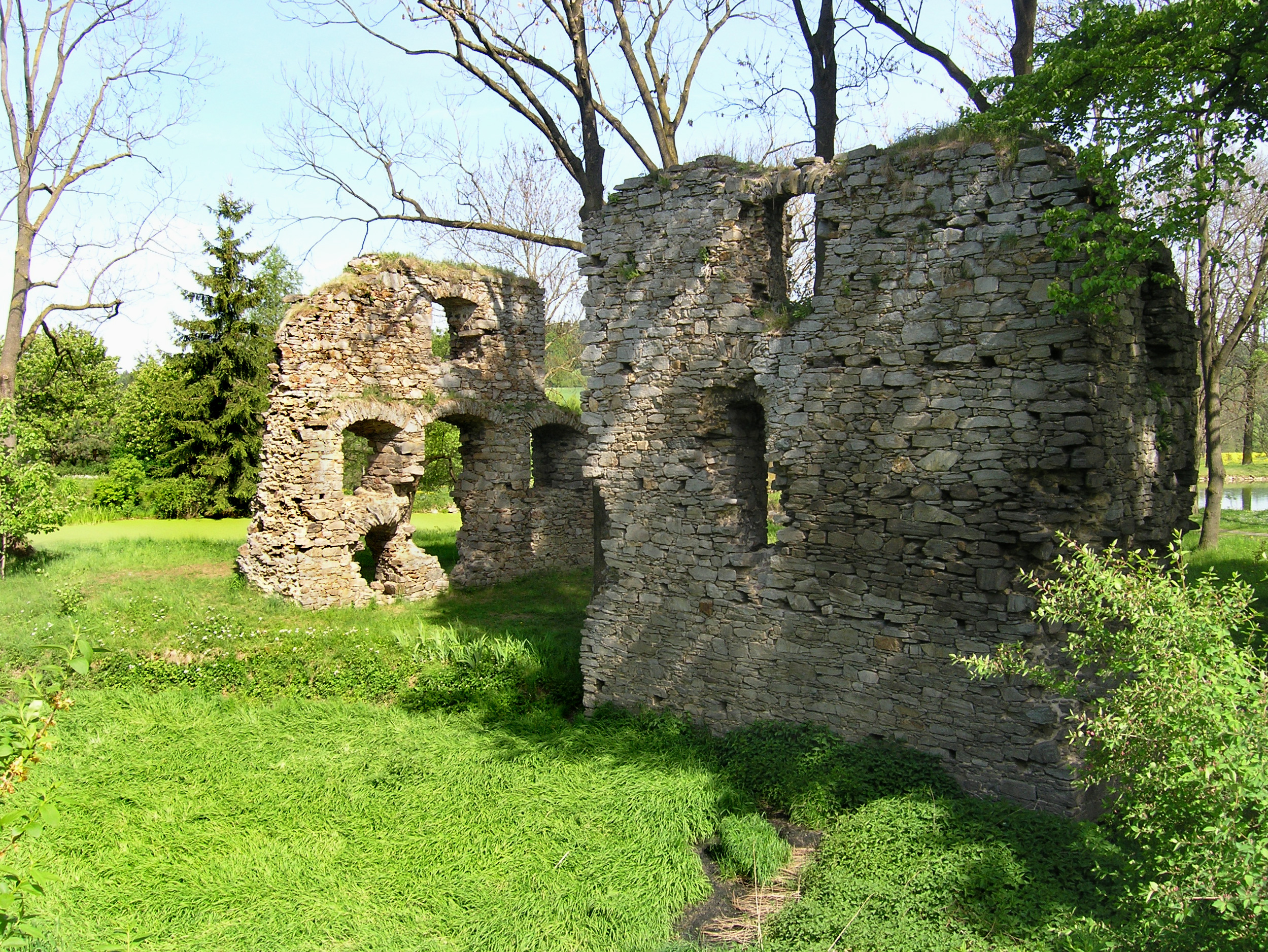
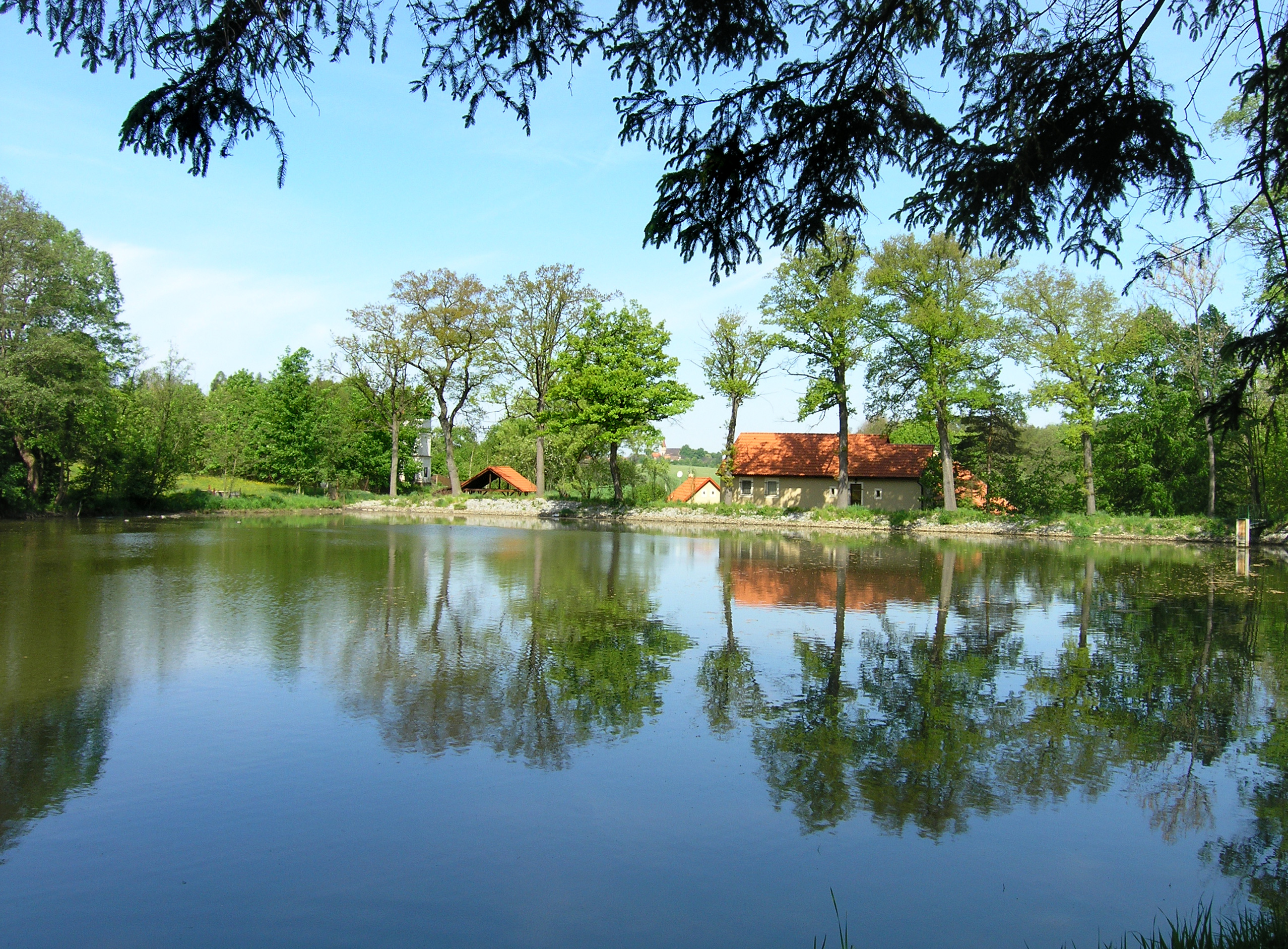
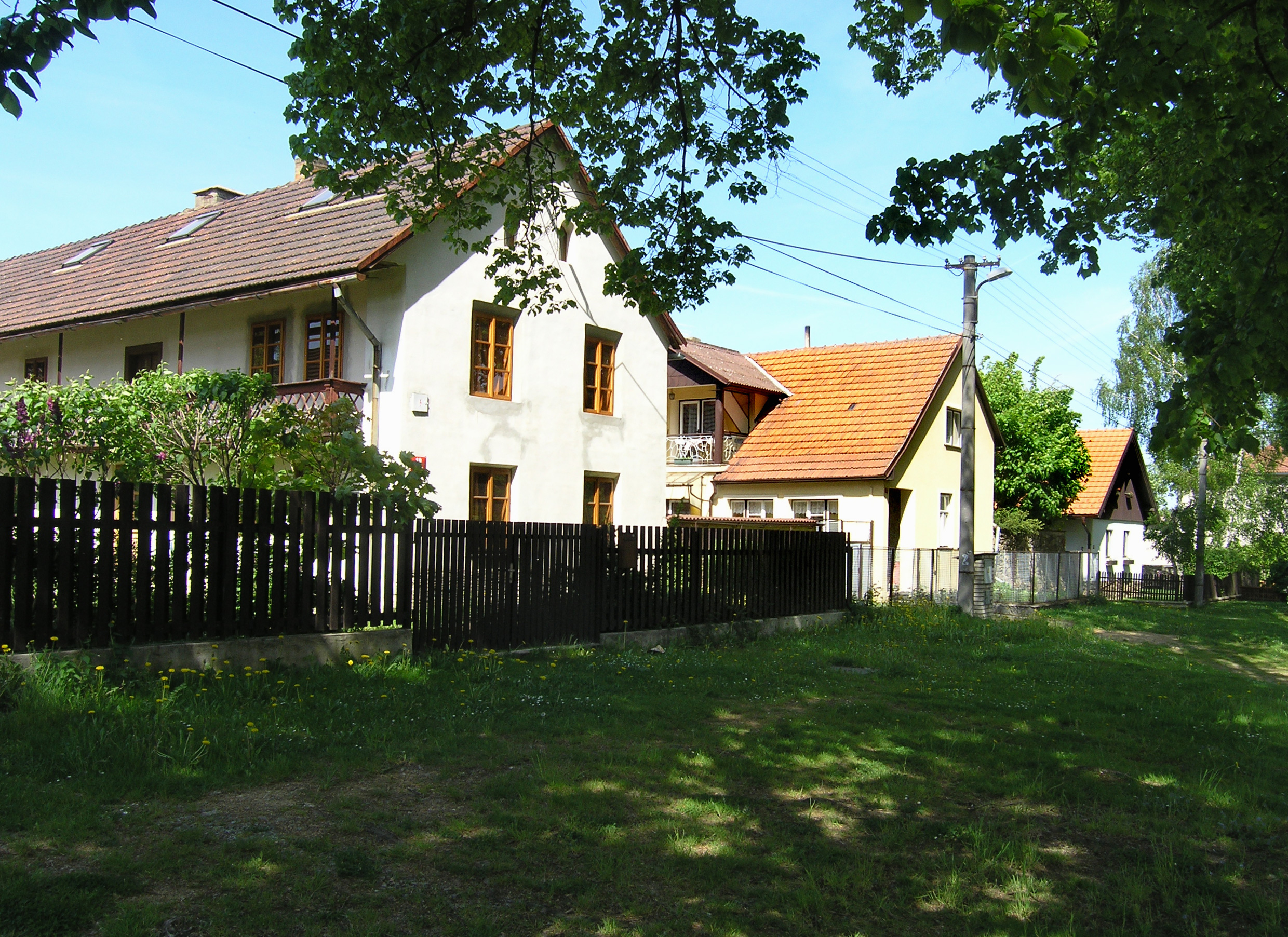